# 3-羟基黄酮
3-羟基黄酮（英語：3-Hydroxyflavone）是一种黄酮类化合物，是最简单的黄酮醇，植物中未发现，可由阿尔格-弗林-大山田反应合成。